# Constantin Teașcă
Constantin Teașcă (cunoscut și ca Titi Teașcă; n. 25 septembrie 1922, Giurgiu, România – d. 30 iulie 1996) a fost un antrenor român de fotbal.
A fost poreclit „Piticul”.

## Biografie
Constantin Teașcă s-a născut la data de 25 septembrie 1922 în orașul Giurgiu. A jucat ca fotbalist la Acvila Giurgiu (1932-1946) și Concordia Ploiești, în divizia secundă (1946-1950). 
La vârsta de 28 ani a devenit antrenor, mai întâi la copii și juniori (a condus lotul național la turneele UEFA din 1955 și 1956). A activat apoi ca antrenor la 16 echipe de seniori până în 1984. A fost în două perioade scurte antrenor al echipei naționale de fotbal a României: septembrie - noiembrie 1962 și octombrie - noiembrie 1967, fiind înlocuit după 0-6 cu Spania și 0-6 cu Ungaria. 
S-a remarcat ca autor al mai multor cărți de specialitate, dar și de beletristică sportivă. După 1986 a fost observator federal și lector la Școala Națională de Antrenori.  În 1995, el a fost declarat cetățean de onoare al orașului Giurgiu. A încetat din viață la 30 iulie 1996.

## Cărți publicate
- Fotbal și fotbaliști la diferite meridiane (Ed. Uniunii de Cultură Fizică și Sport, 1962)
- Fotbal la poalele Cordilierilor (Ed. Uniunii de Cultură Fizică și Sport, 1966)
- Din nou pe meridianele fotbalului (Ed. Uniunii de Cultură Fizică și Sport, 1967)
- Ce rău v-am făcut? (Ed. Junimea, Iași, 1976)
- Păpușarii (Ed. Cartea Românească, 1984)
- Competiții de neuitat (Ed. Sport-Turism, 1989)

## Jucător
- Acvila Giurgiu (1932-1946)
- Concordia Ploiești (1946-1950)

## Legături externe
Articole biografice
- Titi Teașcă sau „Micul Napoleon”, 25 februarie 2011, Adevărul
- Omagiu adus lui Titi Teașcă[nefuncțională]
, csuc.ro